# Tevita Tu'ifua
Pas d'image ? Cliquez ici

a Compétitions nationales et continentales officielles uniquement.

b Matchs officiels uniquement.
Dernière mise à jour le 7 février 2019.
 Tevita Tu'ifua, est né le 15 octobre 1975 à Nomuka (Tonga). C’est un joueur de rugby à XV, qui joue avec l'équipe des Tonga entre 2003 et 2007, évoluant au poste d'ailier ou de centre (1,83 m et 97 kg).

## Carrière

### En club
- 2004 : Auckland  Nouvelle-Zélande
- 2005-2006 : Counties Manukau  Nouvelle-Zélande
- 2008 : Taranaki  Nouvelle-Zélande

### En équipe nationale
Il a eu sa première cape internationale le 4 juillet 2003 à l’occasion d’un match contre l'équipe des Fidji.
À partir de 2012, il est devient entraîneur de défense de l'équipe des Tonga.

## Palmarès
En équipe nationale
- 15 sélections avec les Tonga
- 20 points (4 essais)
- Sélections par année : 4 en 2003, 5 en 2006 et 6 en 2007.

Coupe du monde disputée
- 2003 : 3 matchs, 3 comme titulaire.
- 2007 : 4 matchs, 4 comme titulaire.